# Charles Dreyfus Pechkoff
Charles Dreyfus Pechkoff, né le 2 mars 1947 à Suresnes, est un artiste contemporain, philosophe, poète, et performeur français. Il vit et travaille à Paris.

## Biographie
Après une licence en histoire d'art, il commence en 1973 ses recherches sur le mouvement Fluxus. En 1974 il rencontre Georges Maciunas à New York et à partir de ce moment, il organise de nombreux concerts Fluxus en Europe. La même année, il participe avec Ben Vautier au concert Fluxus au Musée de Galliera au Festival d'Automne. En décembre, il reproduit ce concert , mais cette fois avec Catherine Thieck au Musée d'Art Moderne de la ville de Paris. 
À partir de 1972, il séjourne régulièrement à New York, où il participe à l'avant-garde artistique. 
En 1975, il rencontre l'artiste peintre suédoise Barbro Östlihn et côtoie ses amis artistes Robert Rauschenberg, Jasper Johns, Claes Oldenburg, Allan Kaprow, John Cage, Pontus Hulten, Billy Klüver... Il séjourne alors souvent en Suède et participe à l'organisation des expositions rétrospectives d'Oyvind Fahlström (Moderna Museet, Centre Pompidou, Musée Guggenheim). Il est considéré comme le théoricien du mouvement Fluxus. Autant que l'historien d'art, il commence à analyser le langage artistique et publiera dans plusieurs revus spécialisés. D’abord en 1971, ces critiques d'art est apparu dans Opus International, puis il devient le rédacteur en chef avec Michel Giroud de Kanal Magazine durant sept ans. Ensuite il est devenu le correspondant de la revue québécoise Inter Art Actuel. Il continue à organiser des concerts Fluxus en France  (Musée d'Art contemporain de Marseille, Musée d'art moderne et contemporain de Strasbourg, Centre Pompidou-Metz), avec l'artiste américain Benjamin Patterson (1934-2016). En même temps, il produit des performances et de la poésie-action avec Jean Dupuy, Doc(k)s (Julien Blaine), Polyphonix (Jean-Jacques Lebel), Danae (Acindino Quesada), puis les réseaux de performance à travers le monde, ASA (Boris Nieslony), Nipaf (Seiji Shimoda), Riap (Richard Martel), Festival Interakcje (Richard Piegza). Il expose régulièrement à la galerie Lara Vincy à Paris.
Entre 2000 et 2001, il est Lauréat de la Bourse du F.I.A.C.R.E à New York. 
En 2009, le Fonds Nationale D'Art Contemporains a acquis les six œuvres d'artiste.
La même année, il devient docteur en philosophie, avec une thèse sur Fluxus, théories et praxis.
En 2018, la revue française Doc(k)s a publié un numéro spécial dédié à l'artiste (4e, série 33/34, numéro 35/36), ''Spécial Charles Dreyfus-Pechkoff. Performances, installations, Vidéos + DVD''. 

## Création artistique
En tant qu'artiste, il commence par une petite exposition à la Galerie Lara Vincy à Paris en 1997 intitulé "Emprise directe". C'est ici qu'il va exposer régulièrement jusqu'à aujourd'hui. Au même temps, il voyage à travers le monde avec sa poésie action en propageant le principe du Fluxus sur les réseaux des performances à l'échelle mondiale: en Allemagne, au Japon, au Canada, en Lituanie et en Pologne. Il est à la fois un artiste d'art action et poète qui introduit les mots sur les objets. Il avait quelques expositions personnelles en France: "Le jour où la nuit vit le jour" à la Galerie Lara Vincy à Paris en 2000, "Festival Expoésie" au Musée d'Art et d'Archéologie du Périgord à Périgueux en 2010 et "Voilà, Vois-là, entre le son, sort le sens" au Syndicat potentiel à Strasbourg en 2011 

## Collections publiques
- Fonds National d'Art Contemporain
- Centre Georges Pompidou Paris (Vidéo)
- Frac Bretagne
- Frac Franche-Comté
- Musée du Temps, Besançon
- Ville de Lyon
- Musée Eva Berger. Allemagne
- Musée Erik Satie. Honfleur
- Centre national des arts plastiques